# 站前街道 (长春市)
站前街道，是中华人民共和国吉林省长春市宽城区下辖的一个街道办事处。

## 行政区划
站前街道下辖以下地区：
长江路社区、丹东路社区、北京大街社区、西三条社区、白菊路社区、辽宁路社区、拥军大院社区和长江路省级电脑科技商品经营开发区。